# Индекс автомобильных номеров США
В Соединённых Штатах номерные знаки выдаются отделами транспортных средств (англ. department of motor vehicles) правительства штата или территории, а в случае округа Колумбия — правительства города. Некоторые индейские племена также выдают свои номера. Федеральное правительство США выдаёт номера только для собственного парка и транспортных средств, принадлежащих иностранным дипломатам. До 1980-х годов дипломатические номера выдавались штатом, в котором располагалось консульство или посольство.

## Дизайн и формат
Номерные знаки часто содержат символику, цвета или слоганы своего штата . Формат номеров подобран так, чтобы номеров хватало для всех автомобилей данной юрисдикции. Например, небольшим штатам Делавэру и Род-Айленду достаточно форматов 123456 и 123-456, соответственно, тогда как Калифорния использует семизначный формат 1ABC234. Другие крупные штаты и провинции используют форматы ABC-1234 или ABCD-123. Номер может содержать в себе код округа штата или конечный месяц действия номера.
Непассажирские автомобили обычно имеют свой формат номеров, нередко с указанием типа транспортного средства.
На номерах Флориды, Джорджии, Индианы, Мэриленда, Мичигана, Небраски, Западной Виргинии и Южной Каролины размещён адрес официального или туристического сайта штата. Большинство номеров Вашингтона (округ Колумбия) содержит фразу «Taxation without representation», напоминающую об отсутствии у округа представительства в Конгрессе.
Обычно регистрационный номер выдавлен (иногда — вдавлен) на номерной пластине. Прочие идентифицирующие данные — название юрисдикции и класс автомобиля — могут быть либо напечатаны, либо выдавлены. Некоторые штаты полностью переходят на «плоские номера». Изначально номера не выдавливались, а наносились краской в различных формах и размерах. В 1930-х годах стало понятно, что такие номера легко подделать, а вот выдавленные требуют специального оборудования, труднодоступного для преступников.
В 1956 году американские штаты и канадские провинции договорились с Ассоциацией автопроизводителей о фиксированном размере номерных знаков для всех пассажирских автомобилей — 6×12 дюймов, хотя и эти цифры могут немного различаться в разных юрисдикциях. Например, хотя у Северо-Западных территорий и Нунавута в Канаде номера вырезаны в форме полярного медведя, их крепление полностью совместимо со стандартными американскими номерами. Номера меньшего размера ставятся на мотоциклы и, в некоторых юрисдикциях, на мопеды и некоторые виды трейлеров и строительной техники.